# Muldyr
Muldyr og mulæsel er hybrider (krydsninger) mellem hest og æsel.
- Et muldyr har en hest som mor og et æsel som far.[2]
- Et mulæsel har et æsel som mor og en hest som far.[3]

Muldyr og mulæsler er oftest sterile, men kan i enkelte tilfælde få afkom. Siden 1527 er der kun registreret 60 tilfælde, hvor et muldyr har fået føl.
Et muldyr springer fra stående stilling, og kan sagtens springe lige så højt som en hest. Muldyr er også kendt for deres stædighed som er arvet fra æslet, dog er det ikke alle eksemplarer der viser dette træk.